# Правовая культура
Правовая культура — общий уровень знаний и объективное отношение общества к праву; совокупность правовых знаний в виде норм, убеждений и установок, создаваемых в процессе жизнедеятельности. 
Правовая культура проявляется в военной службе, труде, общении и поведении субъектов взаимодействия. Формируется под воздействием системы культурного и правового воспитания и обучения. Правовая культура является компонентом духовной культуры.

## Виды правовой культуры
В зависимости от носителя правовой культуры различают три её вида:
- правовая культура общества;
- правовая культура личности;
- правовая культура группы.

По идеям ученых Ю. Н. и И. В. Дмитриенко, апробированным в официальных исследованиях и публикациях, виды правовой культуры имеют существенными и приоритетными источниками «циклы социальной активности правового сознания», которые аргументированно интерпретируют дальнейшие условия и возможности для успешного изучения разных архитектоник правовой культуры в самых популярных её аспектах.

### Правовая культура общества
Правовая культура общества — это часть общей культуры, представляющая собой систему ценностей, накопленных человечеством в области права и относящихся к правовой реальности данного общества: уровню правосознания, режиму законности и правопорядка, состояния законодательства, состояния юридической практики и др. Высокий уровень правовой культуры является показателем правового прогресса. Культура общества является результатом социально-правовой активности отдельных личностей, коллективов и других субъектов права; она выступает отправным моментом, базой для такого рода активности и в целом для правовой культуры личности.

### Правовая культура личности
Правовая культура личности — это обусловленные правовой культурой общества степень и характер прогрессивно-правового развития личности, обеспечивающие её правомерную деятельность.
Правовая культура личности предполагает:
 1. наличие правовых знаний, правовой информации. Информированность была и остаётся важным каналом формирования юридически зрелой личности (интеллектуальный срез); 
 2. превращение накопленной информации и правовых знаний в правовые убеждения, привычки правомерного поведения (эмоционально-психологический срез);
 3. готовность действовать, руководствуясь этими правовыми знаниями и правовыми убеждениями, то есть поступать правомерно — в соответствии с законом: использовать свои права, исполнять обязанности, соблюдать запреты, а также уметь отстаивать свои права в случае их нарушения (поведенческий срез).
Правовая культура личности характеризует уровень правовой социализации члена общества, степень усвоения и использования им правовых начал государственной и социальной жизни, Конституции и иных законов. Правовая культура личности означает не только знание и понимание права, но и правовые суждения о нём как о социальной ценности, и главное — активную работу по его осуществлению, по укреплению законности и правопорядка. Другими словами, правовая культура личности — это её позитивное правовое сознание в действии. Она включает преобразование личностью своих способностей и социальных качеств на основе правового опыта.

### Правовая культура группы
В научной литературе нередко встречается указание ещё и на третий вид правовой культуры — правовую культуру социальной группы, характеризующуюся уровнем правосознания данной социальной группы, а также уровнем реального осуществления ею требований действующего права. Однако, учитывая, что характеристика правовой культуры общества в целом совпадает с характеристикой правовой культуры социальной группы, выделять правовую культуру социальной группы из правовой культуры общества целесообразно при изучении конкретной социальной группы, а не правовой культуры как таковой.

## Структура правовой культуры
Правовая культура складывается из ряда взаимосвязанных элементов:

### Уровень правосознания и правовой активности граждан
Этот элемент выражается в степени освоения (выражения знания и понимания) права гражданами, должностными лицами, направленности на соблюдение запретов, использование прав, исполнение обязанностей. Каждый субъект призван: осмыслить, что право представляет собой ценность в сфере общественных отношений; знать право, понимать его смысл, уметь истолковать те или иные положения закона, выяснить его цель, определить сферу действия; уметь применять в практической деятельности добытые правовые знания, использовать закон для защиты своих прав, свобод и законных интересов; уметь вести себя в сложных правовых ситуациях и т. д.
Уровень (объем) знания права зависит от того, является ли гражданин профессиональным юристом, работником правотворческой или правоприменительной сферы или он занимается иной деятельностью.
Для профессионала-юриста необходимо доскональное знание норм права. Гражданин — не юрист — использует минимум правовых знаний, который требуется для его работы, поведения в быту, семье. Это, прежде всего, знания принципов права, основных норм конституционного права (права и свободы, избирательная система и др.), трудового, семейного, гражданского, предпринимательского права, понимание единства прав и обязанностей, ответственное отношение к осуществлению того и другого. Должны быть в общем виде известны гражданину нормы, предусматривающие и регулирующие юридическую ответственность и общий порядок привлечения к ней, возраст, с которого наступает юридическая и, прежде всего, уголовно-правовая ответственность, для коммерсантов — гражданско-правовая ответственность.
Имеется такой феномен правовой культуры как презумпция знания закона, что означает предположение (условность) о знании лицом закона, принятое с целью нормального функционирования всей правовой системы и выступающее в качестве непременного требования правовой культуры. Поэтому каждый гражданин должен быть заинтересован в правовой культуре. Наличие даже обширных юридических знаний у граждан, должностных лиц ещё не говорит о высоком уровне правовой культуры, ибо необходимо не только знать право, но и проявлять правовую активность.

### Состояние юридической практики
- уровень правотворческой деятельности и состояние законодательства — выражается в совершенстве содержания и формы нормативно-правовых актов, в их качестве, продуманности, согласованности, культуре юридических текстов, то есть в юридической технике подготовки, принятия и опубликования нормативно-правовых актов, решения процедурных законодательных вопросов. Все это вместе взятое — показатель уровня правотворческой (в том числе законодательной) культуры;
- уровень судебной, правоохранительной деятельности и состояние правоприменительной практики — выражается в качестве работы правоприменительных, судебных, правоохранительных и иных органов, что является показателем правореализующей культуры должностных лиц, их профессионального знания законодательства, четко налаженной работы по рассмотрению правовых вопросов и доведению их до полного юридического разрешения.

Юридическая практика — это юридическая деятельность по принятию, толкованию, применению правовых предписаний, взятая в единстве с накопленным социально-правовым опытом.
Правоприменительная, судебная, следственная, прокурорского надзора, нотариальная и другие виды юридической практики представляют собой специфическое производство, соответствующим образом организованное и спланированное. Её субъекты — юристы-профессионалы. Их деятельность — показатель уровня правоприменительной культуры.
- Режим законности и правопорядка — состояние фактической упорядоченности общественных отношений, урегулированных с помощью правовых средств, содержанием которых является совокупность правомерных действий субъектов права. Прочность правопорядка зависит от состояния законности, без которой невозможна правовая культура. Убеждённость в необходимости соблюдения норм права и их соблюдение — основа режима законности и правопорядка.

Все названные элементы правовой культуры являются теми юридическими явлениями, которые входят в правовую систему общества.

## Роль правовой культуры в жизни общества
В обыденных дискуссиях о проблеме правовой культуры зачастую можно столкнуться с высказывания о том, что правовая культура в России отсутствует, что правовая культура присуща только обществу с развитым правовым государством.
Согласиться с этим с позиции науки нельзя. Правовая культура, как уже отмечалось ранее, не есть нечто обособленное, она, являясь частью культуры в целом, органично переплетена с последней, и, следовательно, в той или иной степени присуща как обществу в целом, так и отдельным индивидам.
Мои слова в данном случае подтверждает исследователь Ратинов А. Р. Он отмечает, что «ни в одном из многочисленных исследований разных возрастных групп, включая подростков, не было обнаружено ни одного испытуемого, который не имел бы определённых правовых представлений, оценочных отношений к явлениям правовой жизни и т. п.»
Ратинов также пишет: «Усвоение правовых ценностей, правовых норм, стандартов правового поведения идёт в течение всей жизни. Даже в самом раннем возрасте человек „с молоком матери“ впитывает первые элементы правовой культуры. Он приобретает навыки и усваивает стандарты нормативного поведения, получает первые юридические представления из сказок, в ролевых играх приобретает понятия о функциях права и его представителей и постепенно формирует хотя и примитивную, детскую, но собственную картину правовой жизни. С возрастом, по мере расширения круга общения, усложнения деятельности и выполняемых ролей происходят интенсивное обогащение и развитие этой, равно как и иных, сфер сознания»..
В подтверждение «усвоения правовых ценностей, правовых норм, стандартов правового поведения» уже в раннем детстве, достаточно привести всего лишь одну цитату:
Как услышал царь-отец,

Что донёс ему гонец,

В гневе начал он чудесить

И гонца хотел повесить;

Но, смягчившись на сей раз,

Дал гонцу такой приказ:

«Ждать царёва возвращенья

Для законного решенья».

Едет с грамотой гонец,

И приехал наконец.

А ткачиха с поварихой,

С сватьей бабой Бабарихой,

Обобрать его велят;

Допьяна гонца поят

И в суму его пустую

Суют грамоту другую —

И привёз гонец хмельной

В тот же день приказ такой:

«Царь велит своим боярам,

Времени не тратя даром,

И царицу и приплод

Тайно бросить в бездну вод».

Делать нечего: бояре,

Потужив о государе

И царице молодой,

В спальню к ней пришли толпой.

Объявили царску волю —

Ей и сыну злую долю,

Прочитали вслух указ,

И царицу в тот же час

В бочку с сыном посадили,

Засмолили, покатили

И пустили в Окиян —

Так велел-де царь Салтан.
(А. С. Пушкин «Сказка о царе Салтане»)
Таким образом, ни индивид, ни общество в целом не могут быть лишены правовой культуры. Но она может быть очень низкой.
Определив непременное наличие правовой культуры в жизни общества, следует обратиться к её роли в нём. В целом, роль правовой культуры общества мало чем отличается от роли культуры вообще. Интересней в этом плане обратиться к правовой культуре личности.
Так, существует мнение, что «вопреки обыденному представлению ни позитивные, ни негативные санкции сами по себе не в состоянии обеспечить выполнения должного и воздержания от запретного поведения, ибо между поведением и санкционированием нет механической связи типа „стимул — реакция“. Нужно иметь в виду относительно автономный характер ценностно-нормативной сферы личности, её конкретное содержание, характер усвоенных ценностей, норм, установок и ориентации, опосредовавших разные стороны социальной действительности, и в частности её правовую сферу. Поэтому действенность санкций зависит как от их объективного характера (значения), так и, в большей мере, от их субъективного смысла».
Иными словами исследования показывают, что тот или иной человек не совершает противоправных действий в большей степени не потому, что предвидит соответствующее наказание, а именно потому, что сам считает этот поступок недостойным, опасным, противоречащим жизненным принципам, системе ценностей и т. д. В этом, собственно, и проявляется относительно автономный характер ценностно-нормативной сферы личности.
Несколько похожая мысль высказывается А. И. Экимовым и Д. И. Луковской: «Всеобщее знание законов, как неоднократно отмечалось в социалистической правовой литературе, — это фикция… Нет, например, никакой надобности во всеобщем знании квалифицирующих признаков, отличающих кражу от ограбления или разбоя. Важно другое: чтобы каждый ясно осознавал недопустимость хищения личного, государственного или общественного имущества или посягательства на личность другого человека»
Выходит, что правовая культура в деле регулирования социальных отношений и стимуляции правомерного поведения играет куда большую роль, нежели количество содержащихся в нормах права запретов или суровость наказания за их нарушение.
Для правомерного поведения в большинстве случаев достаточно усвоение индивидом социальных ценностей и общих правовых принципов.
Оценивая важную роль правовой культуры в регулировании социального поведения не трудно уяснить её роль в противодействии социальным недугам.
Если ставить целью, к примеру, снижение уровня преступности, неизбежно напрашивается вывод о необходимости, в первую очередь, повышения уровня правовой культуры, прививания уважения к социальным нормам и ценностям. (В последнее время активизировались сторонники ужесточения наказаний как метода борьбы с преступностью. Очередное подтверждение того, что подобный метод не имеет под собой научных оснований, содержится в приведённых выше цитатах. Кроме того, вопрос ужесточения наказаний — вопрос очень тонкий, лежащий в плоскости криминологии и других юридических наук (в том числе, должен рассматриваться и с позиции правовой культуры), но никак не в плоскости эмоциональных, обывательских оценок).
Роль правовой культуры также важна в деле борьбы за субъективные права. Высокая правовая культура личности обуславливает нетерпимость к любым нарушениям законности и правопорядка вообще, в том числе, и к нарушению субъективных прав граждан.
Таким образом, правовая культура несёт на себе не только функцию аккумулирования и наследования правовых ценностей, но и, через субъективизацию правовых ценностей, сама по себе, наряду с нормами права, выступает важным регулятором социальных отношений.

## Особенности российской правовой культуры
По мнению многих видных исследователей, немалую роль в формировании отечественной правовой культуры сыграло православие.
Так, представитель славянофильского течения К. С. Аксаков в записке «О внутреннем состоянии России» (1855 г.) пишет: «Россия никогда не обоготворяла право, не верила в его совершенство, совершенства от него не требовала», она «смотрела на него как на дело второстепенное, считая первостепенным делом веру и спасение души».
Эту же особенность российской правовой культуры подмечает М. Б. Смоленский: «Обращение к истории развития российского общества даёт возможность выявить его особенности, наглядно отражённые в правовой культуре». Так одной из особенностей, по мнению Смоленского, является: "нетерпимость, явно пренебрежительное отношение к закону при не менее очевидном уважении к «порядку».
П. И. Новгородцев в статье «О своеобразных элементах русской философии права» пишет, что особенность русского духа в его понимании жизни и истории, права и государства — не что иное, как совершенное признание и утверждение основ христианской религии, отказ от осуществления совершенного правового состояния и государственности. Признавая за Ф.М Достоевским приоритет в формулировании глубочайших основ русской философии права, он, в частности, излагает его точку зрения на общественный прогресс, которая характеризуется не ожиданием грядущего рая на земле, не стремлением достичь беззаботной спокойной жизни и не верой в бесконечный прогресс человечества, а руководится сознанием неизбежного конца света и особенно убеждением в упадке всех дел человеческих, опирающихся на желание добиться земного рая и обустроиться без Бога, только силой человеческого ума.
На негативную сторону этой особенности указывает проф. О. В. Мартышин: «Вера, истина, справедливость ставились религиозным сознанием выше закона, что по-своему верно, но в то же время может легко привести к правовому нигилизму, желанию действовать на основе высших критериев и соображений в сфере, где должны царить законы».
Советский период, по сути, привнёс мало нового в правовую культуру страны. «Сколь бы качественно не отличалась советская правовая система от дореволюционной, в силу того, что в ней был воплощён принцип диктатуры одной партии, переросшей чуть ли не на четверть века в фактическую диктатуру одного из её вождей, на практике право в советской России заняло столь же скромное место, как и в дореволюционной России». Говоря о советском периоде можно констатировать явный приоритет идеологии, социалистической морали над правом в деле регулирования общественных отношений.
В современной России на теоретическом уровне наметилось два противоположных взгляда на правовую культуру.
С одной стороны наблюдается либерализация законодательства, долгие годы наблюдалось направление в сторону строительства правового государства, с другой стороны набирают силу почвеннические настроения. Так, в частности, А. Г. Дугин, выступая от имени российского евразийства, полагает, что правовое государство по западному образцу чуждо природе Руси, что «национальная юриспруденция должна резко и жёстко отказаться от копирования правовых теорий Запада», «не право важно, а правда, государство правды».
На практике, непосредственно в законодательстве, доминирует принцип либерализма. Основной закон России, Конституцию РФ, не без оснований именуют одним из самых либеральных в мире.
В обыденной жизни широко распространился правовой нигилизм, выражающийся, как и много веков назад, в неуважительном, пренебрежительном отношении к праву. С точки зрения причин это следствие юридического невежества, отсталость и правовой невоспитанности основной массы населения. Кроме того, существуют исторические особенности правовой культуры в России.
В качестве предположения, объясняющего современное положение дел в правовой культуре, можно указать на наследие советской системы. В условиях длительного подавления прав и свобод, индивид, дабы реализовать свои потребности, жизненные интересы, вынужден искать способы обойти закон, «обмануть начальника».
Таким образом, несмотря на достаточно высокий, хотя и далеко не совершенный, уровень развития законодательства, воплотившего в себе прогрессивные либеральные ценности, общий уровень правовой культуры населения остаётся крайне низким. И основным проблемным моментом остаётся отсутствие осознания права как важнейшей социальной ценности.